# Glutarna kiselina
Glutarna kiselina je organsko jedinjenje sa formulom . Mada su srodne linearne dikarboksilne kiseline adipinska i sukcinska kiselina rastvorne u vodi sa samo par procenata na sobnoj temperaturi, rastvorljivost u vodi glutarne kiseline je preko 50%.

## Biohemija
Glutarna kiselina se prirodno formira u telu tokom metabolizma pojedinih aminokiselina, uključujući lizin i triptofan. Defekti tog metaboličkog puta modu da dovedu do glutarne acidurije, pri čemu se toksični nusproizvodi nakupljaju i mogu da uzrokuju ozbiljnu encefalopatiju.

## Produkcija
Glutarna kiselina se može pripremiti putem otvaranja prstena butirolaktona dejstvom kalijum cijanida čime se formira smeša kalijum karboksilata-nitrila, koja se hidrolizuje do dikiseline. Alternativno hidroliza, kojoj sledi oksidacija dihidropirana daje glutarnu kiselinu.

## Upotreba
1,5-Pentandiol, koji se koristi kao plastifikator i prekurzor poliestera, se proizvodi hidrogenacijom glutarne kiseline i njenih derivata.
Glutarna kiselina se koristi u proizvodnji polimera kao što su poliesterski polioli, poliamidi.

## Spoljašnje veze
- Архивирано на веб-сајту  (11. мај 2009)